# Internationale Fysica Olympiade
De Internationale Natuurkunde Olympiade, Engels: International Physics Olympiad IPhO, is een jaarlijkse natuurkundewedstrijd voor scholieren uit het secundair onderwijs of voortgezet onderwijs en wordt steeds door een ander gastland georganiseerd. De eerste Internationale Fysica Olympiade vond in 1967 plaats in Warschau, de hoofdstad van Polen. In 1990 vond de 21e olympiade plaats in Nederland.
Van elk deelnemend land mogen hooguit vijf studenten aan de wedstrijd deelnemen, begeleid door twee leiders. De selectie van deze vijf deelnemers wordt op nationaal niveau beslecht. In de wedstrijd telt enkel de individuele score van de deelnemers; er worden verscheidene gouden, zilveren en bronzen medailles uitgedeeld, en kan men een eervolle vermelding behalen.
De wedstrijd bestaat uit een theoretisch en praktisch gedeelte. Het theoretisch gedeelte beslaat drie problemen die opgelost dienen te worden in vijf uur. Voor het praktisch gedeelte dienen ook metingen gedaan te worden, en voor dit onderdeel zijn eveneens vijf uur voorzien.

## Verloop van de wedstrijd en toekenning van de prijzen
Hoewel de olympiade zelf ongeveer 10 dagen duurt, neemt de competitie zelf maar twee dagen in beslag: een voor het theoretische gedeelte en een voor het praktische onderdeel. Voor en na deze dagen is er tijd voor de studenten om de omgeving te leren kennen, typisch georganiseerd in verscheidene daguitstappen.
Het theoretisch gedeelte staat op 30 punten, het praktisch gedeelte op 20. Voor de toekenning van de prijzen worden de volgende regels gehanteerd: de 6% beste deelnemers krijgen een gouden medaille, de beste 18% krijgen zilver en om een bronzen medaille te behalen moet men tot de 36% beste deelnemers behoren. Iedereen die binnen de 60% beste deelnemers valt krijgt een eervolle vermelding. De beste deelnemer met de beste totale score krijgt een speciale prijs. Meestal wordt ook de beste vrouwelijke deelneemster en de deelnemer met het beste praktische en beste theoretische werk apart vermeld.

## Uitslagen
|    | plaats           | land        | dagen                    | klasse              | winnaars |
| -- | ---------------- | ----------- | ------------------------ | ------------------- | --- |
| 51 | Digitaal         | Litouwen    | 17 juli tot 24 juli 2021 | brons               | Revi Gerner, Timo Hoogenbosch en Dante Bosgoed (allen NL)                                                                                                  |
|    |                  |             |                          | eervolle vermelding | Simon Avontuur en Lotte Hof (allen NL) |
| 50 | Tel Aviv         | Israël      | 6 juli tot 15 juli 2019  | brons               | |
|    |                  |             |                          | eervolle vermelding | |
| 49 | Lissabon         | Portugal    | 21 juli tot 29 juli 2018 | brons               | Simon Lemal B, |
|    |                  |             |                          | eervolle vermelding | Annejan van den Dool NL, Tobias Veerkamp NL, Thijs de Kok NL, Koen Schouten NL, David Kaczér B, Adrien Arbalestrier B                                      |
| 48 | Yogyakarta       | Indonesië   | 16 juli tot 24 juli 2017 | brons               | SANDERS Julian NL, HILHORST Dennis NL, Sam Heyrman B |
|    |                  |             |                          | eervolle vermelding | VAN DEN DOOL Annejan NL, KLUMPERS Samuel NL, HINSSEN Jelmer NL, Maarten De Coen B, Andrei Covaci B                                                         |
| 47 | Zurich           | Zwitserland | 10 juli tot 17 juli 2016 | zilver              | PRIMAVERA Christian NL, |
|    |                  |             |                          | eervolle vermelding | HILHORST Dennis NL, DE WIT Xander NL, JANSEN Bouke NL, IVLEV Sasha NL, KERVYN Cyrille B, HEYRMAN Sam B, DE VOS Keano B,                                    |
| 46 | Mumbai           | India       | 4 tot 13 juli 2015       | brons               | Pepijn De Maat NL en Roeland Germain J. Van Haecke B |
|    |                  |             |                          | eervolle vermelding | Ewoud Wempe NL, Christian Primavera NL, David Liu NL en Ethan Van Woerkom NL, Jakob Declercq B, Florian Quatresooz B en Cédric Philippe Nicolas Schoonen B |
| 45 | Astana           | Kazachstan  | 13 tot 21 juli 2014      | brons               | Timo Bras NL, Arthur Christianen NL, Matthijs Vernooij NL en Colin Sterckx B                                                                               |
|    |                  |             |                          | eervolle vermelding | Ruben Van den Eeckhoudt B |
| 44 | Kopenhagen       | Denemarken  | 7 tot 15 juli 2013       | brons               | Arthur Christianen NL, Tim Baanen NL, Freddie Hendriks NL, Gaëtan Cassiers B en Nick van den Broek B                                                       |
|    |                  |             |                          | eervolle vermelding | NL: 2, B:Wouter Engelen |
| 43 | Tartu en Tallinn | Estland     | 15 tot 24 juli 2012      | brons               | Martijn van Kuppeveld NL, Ruben Doornenbal NL, Troy Figiel NL, Koen Dwarshuis NL en Leandro Salemi B                                                       |
|    |                  |             |                          | eervolle vermelding | B:Romain Falla, Mathias Stichelbaut; NL:1 |
| 42 | Bangkok          | Thailand    | 10 tot 18 juli 2011      | brons               | Yutao Gui NL, Thomas Van der Vorst B en Mark van Loon NL                                                                                                   |
|    |                  |             |                          | eervolle vermelding | B:Klaas Gunst, Wouter Van de Pontseele, Jie-Fang Zhang, NL:2                                                                                               |
| 41 | Zagreb           | Kroatië     | 17 tot 25 juli 2010      | brons               | David Venhoek NL, Simon De Ridder B en Thomas Van der Vorst B                                                                                              |
|    |                  |             |                          | eervolle vermelding | NL:3, B:Charles Hubain |
| 40 | Merida           | Mexico      | 11 tot 19 juli 2009      | brons               | Robbie Hermsen NL, Andries Waelkens B, Pieter de Haan NL, Mark Boer NL en Rémy Moulin B                                                                    |
|    |                  |             |                          | eervolle vermelding | NL:2, B:Félix Petitzon |
| 39 | Hanoi            | Vietnam     | 20 tot 29 juli 2008      | eervolle vermelding | NL:4, B:Karel-Alexander Duerloo, Amaury Leonard, Piotr Antonikis, Gaetan Friart                                                                            |
| 38 | Isfahan          | Iran        | 13 tot 22 juli 2007      | brons               | B: 1 |
|    |                  |             |                          | eervolle vermelding | NL:3, B:1 |

## Lijst van gastlanden van de wedstrijd
- 2029 - Ecuador
- 2028 - Zuid-Korea
- 2027 - Hongarije
- 2026 - Colombia
- 2025 - Frankrijk
- 2024 - Iran
- 2023 - Japan
- 2022 - Zwitserland
- 2021 - Litouwen
- 2020 - Geen (Corona)
- 2019 - Israël
- 2018 - Portugal
- 2017 - Indonesië
- 2016 - Zwitserland en Liechtenstein
- 2015 - India
- 2014 - Kazachstan
- 2013 - Denemarken
- 2012 - Estland
- 2011 - Thailand
- 2010 - Kroatië
- 2009 - Mexico
- 2008 - Vietnam
- 2007 - Iran
- 2006 - Singapore
- 2005 - Spanje
- 2004 - Zuid-Korea
- 2003 - Taiwan
- 2002 - Indonesië
- 2001 - Turkije
- 2000 - Groot-Brittannië
- 1999 - Italië
- 1998 - IJsland
- 1997 - Canada
- 1996 - Noorwegen
- 1995 - Australië
- 1994 - China
- 1993 - Verenigde Staten
- 1992 - Finland
- 1991 - Cuba
- 1990 - Nederland
- 1989 - Polen
- 1988 - Oostenrijk